# 연천 오봉사지 부도
연천 오봉사지 부도(漣川 五奉寺址 浮屠)는 대한민국 경기도 연천군 연천읍 고문리, 오봉사지에 있는 조선시대의 부도이다. 1986년 5월 7일 경기도의 유형문화재 제131호로 지정되었다.

## 개요
부도는 승려의 무덤을 상징하여 그 유골이나 사리를 모셔두는 곳으로, 이 부도는 오봉사터에 자리잡고 있다. 오봉사는 신라 때 창건한 사찰로, 대규모를 이루었으나 한국전쟁 때 불에 타서 현재는 건물에 쓰였던 돌,부도, 탑비만이 남아 절터를 지키고 있다.
부도는 직사각형의 바닥돌 위에 종모양을 한 탑신(塔身)과 머리장식을 올렸다. 높이 2.5m, 둘레 4m로 보기드물게 규모가 크며, 응회석(凝灰石:화산 분출 때 나온 재나 모래가 엉겨 생겨난 암석)으로 만들었다. 바닥돌은 윗면에 1단의 받침을 두어 탑신을 올렸다. 탑신은 연꽃을 새겨 장식하였다. 꽃봉오리 모양을 한 꼭대기의 머리장식은 탑신과 한돌로 조각한 것으로, 이곳에도 연꽃무늬를 새겼다.
부도를 구성하고 있는 각 부분의 조각수법과 조형방식으로 보아 조선시대 후기에 세운 것으로 짐작된다.

## 참고 문헌
- 오봉사지부도 - 국가유산청 국가유산포털